# مارتین سولار
مارتین سولار (انگلیسی: Martín Solar؛ زادهٔ ۳۰ ژانویهٔ ۲۰۰۰) بازیکن فوتبال است.